# .sz
.szは国別コードトップレベルドメイン（ccTLD）の一つで、エスワティニに割り当てられている。

## 第二レベルドメイン
3つの第二レベルドメインがある。
- co.sz: 商業機関
- ac.sz: 学術機関
- org.sz: 非営利組織